# The Object of My Affection
The Object of My Affection é um filme estadunidense de 1998, do gênero comédia romântica, dirigido por Nicholas Hytner, baseado no romance homônimo de Stephen McCauley. Na obra, Nina, personagem de Jennifer Aniston, passa a dividir o apartamento com George, interpretado por Paul Rudd. Apesar de George ser gay, Nina se apaixona por ele.

## Elenco
- Jennifer Aniston - Nina Borowski
- Paul Rudd - George Hanson
- John Pankow - Vince McBride
- Allison Janney - Constance Miller
- Alan Alda - Sidney Miller
- Tim Daly - Dr. Robert Joley
- Joan Copeland - Madame Reynolds
- Steve Zahn - Frank Hanson
- Amo Gulinello - Paul James
- Nigel Hawthorne - Rodney Fraser
- Kali Rocha - Melissa
- Gabriel Macht - Steve Casillo
- Sarah Hyland - Molly
- Hayden Panettiere - Sereia
- Liam Aiken - Nathan
- Bruce Altman - Dr. Goldstein
- Daniel Cosgrove - Trotter Bull
- Samia Shoaib - Suni
- Audra McDonald - cantora de casamento
- Lauren Pratt - Sally
- Paz de la Huerta - Sally (menina)
- Salem Ludwig - Mr. Shapiro
- Antonia Rey - Mrs. Ochoa
- John Roland - Apresentador
- Rosanna Scotto - Apresentador
- Kevin Carroll - Louis Crowley
- Kia Goodwin - Juliet

## Produção
Os direitos sobre o livro de McCauley foram comprados pela Paramount Pictures no final da década de 1980. As cenas foram filmadas de junho a julho de 1997 em Nova Iorque.